# Orașul de Jos (Târgu Mureș)
Orașul de Jos (în maghiară Alsóváros) este situat în sud-vest al municipiului Târgu Mureș între Dâmbul Pietros și Cartierul Mureșeni atât pe partea dreapta, cât și pe partea stângă a străzii Gheorghe Doja dinspre Cluj. Zona este alcătuită numai din case cu mici grădini construite mai ales în perioada interbelică și în perioada comunistă. Cele două clădiri ale Spitalului de Boli Infecțioase au fost construite în perioada dualismului austro-ungar.

## Istoric

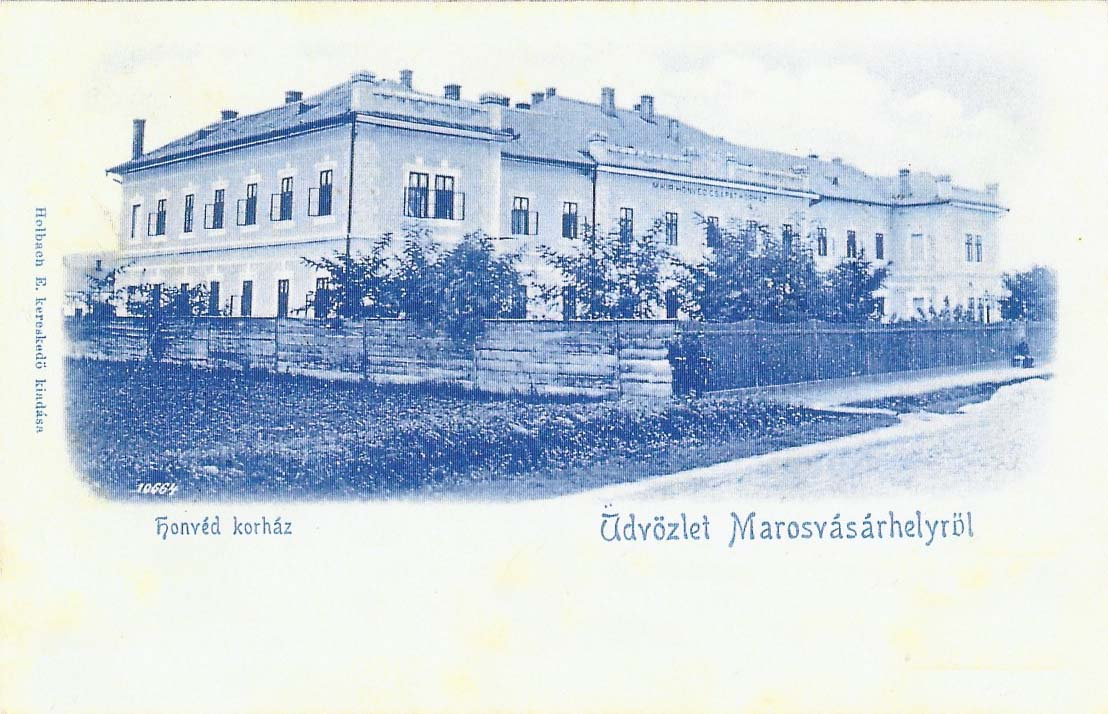
Fostul Honvédkórház sau Spital Militar (1896)

Principalele străzi care traversează zona numită astăzi ca Orașul de Jos sunt atestate de secole de documente scrise. Prima menționare a străzii Budiului este Bodoni út din 1645, iar strada Gheorghe Doja este amintit în 1645 ca Köves út. Denumirea actuală după conducătorul secui al răscoalei țăranilor din Regatul Ungariei, a primit în 1948 sub forma de Dózsa György, în 1966 fiind modificată în Gheorghe Dózsa, iar în 1977 a devenit Gheorghe Doja.
Orașul Mureș-Oșorhei a dobândit de la satul Budiu „egy egész lábbföld” (în traducere un picior întreg de pământ) în anul 1566, în apropierea pârâului și a drumului care lega cele două localități, desemnat în schițele de carte funciară ca: „Bodon felé” (în traducere Către Budiu), respectiv pe teritoriul denumit „Bodon hegy alja” (în traducere Dealul Budiului).
Pe lângă numeroasele terenuri agricole pe care orașul liber regesc Mureș-Oșorhei le stăpânea intrau și importante suprafețe cu vii, pe dealurile învecinate localității. O evidență întocmită la 24 octombrie 1783 (Ao 1783 Die 24-a 8bris inchoata est Decimatio Vini in Promontorii Liberae Regiaeque Ci(v)it(at)is M(aros)Vásárhelly Procreti) privind proprietarii de vii și cantitatea de vin supusă dijmei (Vinia decimis obnoxiae) ne înfățișează situația pe zonele viticole principale ale orașului. Între zonele numite în document se află „Promontorio Bodon Hegy” (Dealul Budiului) cu 55 proprietăți, dealul care înconjoară Orașul de Jos.
În perioada interbelică a avut loc, în apropierea gării, parcelarea teritoriului cuprins între strada Budiului și Gheorghe Doja, unde rețeaua pătratică a tramei stradale arată clar că este rezultatul unei concepții urbanistice predefinite, cartierul fiind rezultatul unei singure acțiuni de sistematizare. Străzile din Orașul de jos – Alba Iulia (pe vremuri Str. XXV), Bogatei (Str. XXI), Ludușului (Str. XX), Iernutului (Str. XIX), Branului (Str. XXII și XXIII), Caraiman (Str. XXIV) și Ciocanului (Str. XVII) – au fost denumite după personalități istorice toate deodată, în anul 1934. . În 1941 s-au schimbat numele străzilor preponderent după localități ardelenești, pe care o poartă - cu o singură excepție (Str. Balaton a devenit Str. Ciocanului în 1946) - până în ziua de astăzi.

## Locuri

### Biserica Reformată
Biserica din Orașul de Jos s-a format la 1 mai 1957, atunci când Parohia Reformată din Târgu Mureș s-a separat în trei parohii independente: Biserica din Cetate, Biserica Reformată cu un Turn și Orașul de Jos. Slujbele au fost ținute în casa cumpărată în strada Budiului. După 1976, s-a solicitat de mai multe ori aprobarea planului întocmit și modificat de mai multe ori pentru construirea bisericii și a casei parohiale, dar reprezentanții regimului comunist au respins cererea în repetate rânduri până în 1988. Lucrările au putut fi începute cu ajutorul Bisericii Reformate din Elveția și Olanda după proiectul arhictectului mureșean Gerő Szekeres. În data de 8 decembrie 1991 a avut loc sfințirea bisericii de către episcopul Eparhiei Reformate din Transilvania, Kálmán Csiha.

### Altele
- Casă (cunoscut sub numele de Vila Császár) în stil Secession (Str. Gheorghe Doja, 127), azi Spitalul de Boli Infecțioase nr. 2 (figurează pe lista monumentelor istorice sub codul LMI:  MS-II-m-B-15500)
- Izvorul „Vályus kút” (prin traducere Fântâna cu troacă) din strada Budiului cunoscut din documente istorice și păstrat până în prezent[6]

## Instituții
- Secția Clinică de Boli Infecțioase nr. 1 construită în 1896 pentru Honvéd Csapatkórház (Spital Militar)[7]
- Secția Clinică de Boli Infecțioase nr. 2 construită în perioada dualistă[8]
- Școala Generală Nr. 11

## Artere
Străzile cele mai importante sunt:
- Strada Gheorghe Doja, care traversează sudul orașului, continuând cu DN15 spre Cluj
- Strada Bega, variantă de ocolire spre strada Budiului
- Strada Budiului, variantă de ocolire spre Calea Sighișoarei

## Transport public

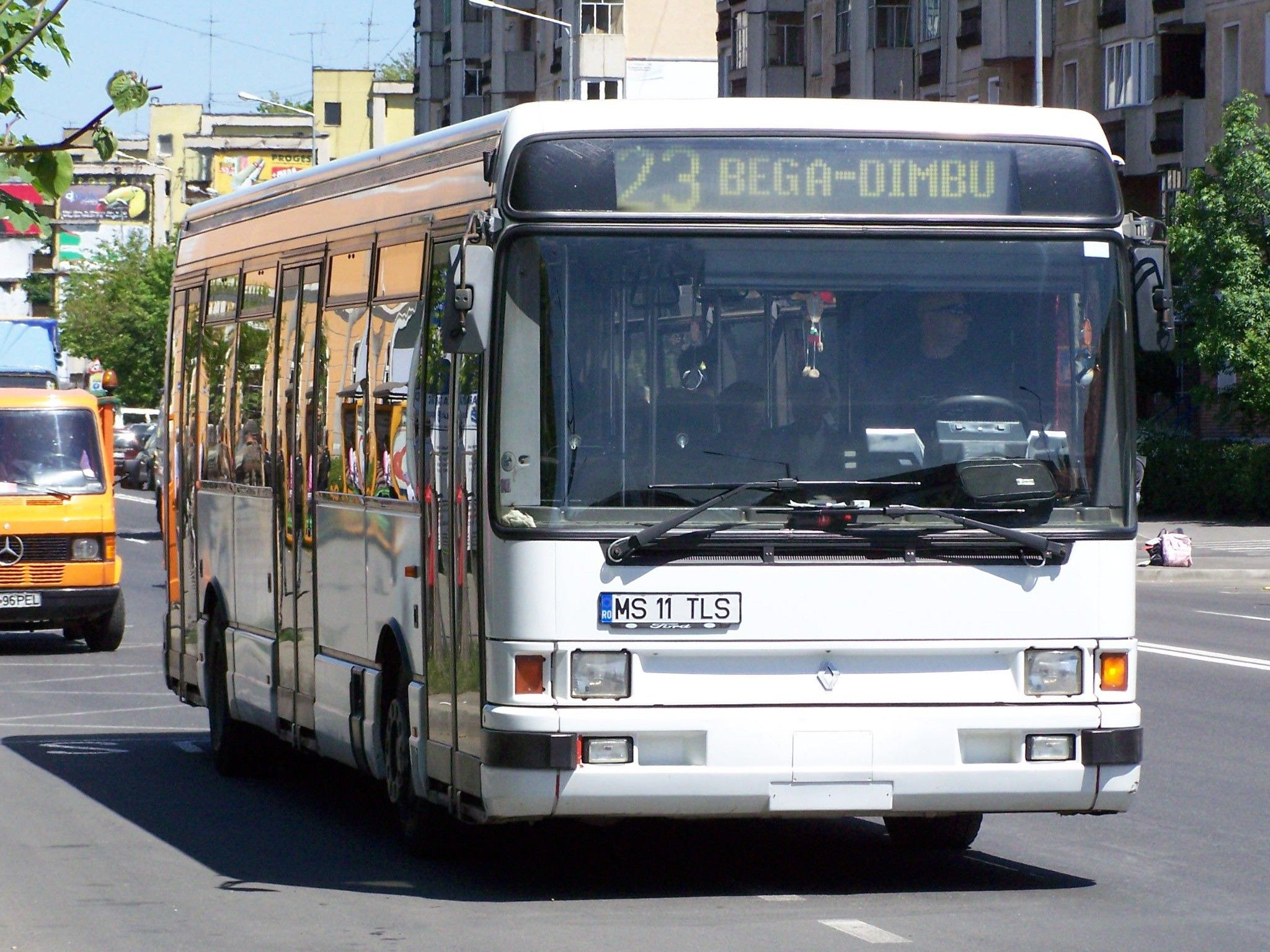
Autobuz Renault R312 pe traseul 23 (2009)

Următoarele linii de autobuz trec prin Orașul de Jos:
| Linii | Trasee                                                      | Lungime | Stații din cartier                                             |
| ----- | ----------------------------------------------------------- | ------- | -------------------------------------------------------------- |
| 4     | Azomureș ↔ Cartierul Unirii                                 | 23 km   | Autogara Voiajor, Trecătorul/Gara Mare                         |
| 14    | Azomureș ↔ Aleea Carpați                                    | 16 km   | Autogara Transport Local, ITA/Plasmaterm, Budiului/Generala 11 |
| 16    | Azomureș ↔ Dâmbul Pietros ↔ Cartierul Ady Endre             | 16 km   | Autogara Voiajor, Trecătorul/Gara Mare                         |
| 17    | Azomureș ↔ Tudor                                            | 20 km   | Autogara Voiajor, Trecătorul/Gara Mare                         |
| 18    | Azomureș ↔ Spitalul Județean                                | 17 km   | Autogara Voiajor, Trecătorul/Gara Mare                         |
| 23    | Autogara Transport Local ↔ Spitalul Județean                | 16 km   | Autogara Transport Local, ITA/Plasmaterm, Budiului/Generala 11 |
| 44    | Azomureș ↔ Dâmbul Pietros ↔ Tudor ↔ Universitatea Sapientia | 16 km   | Autogara Voiajor, Trecătorul/Gara Mare                         |

## Imagini

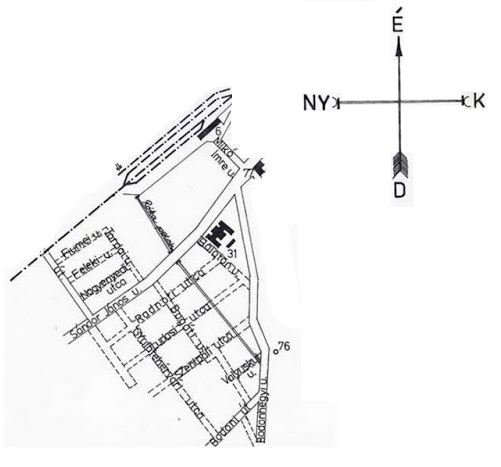
Orașul de Jos pe harta orașului din 1941 (6: Gara Mare, 7: Casa vamală, 31: Spitalul militar, 76: Izvorul „Vályus kút”)
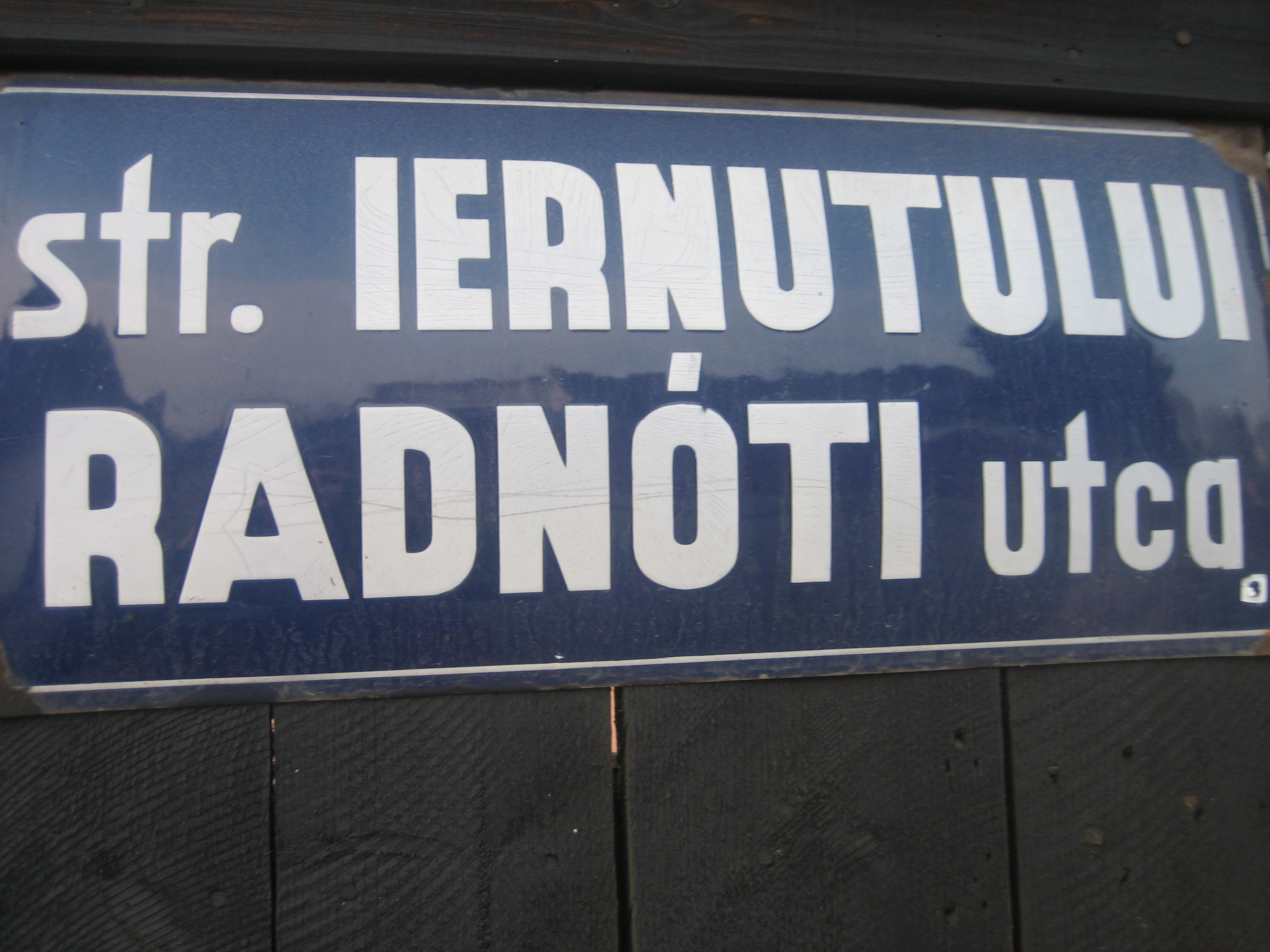
Inscripții bilingve în Orașul de Jos
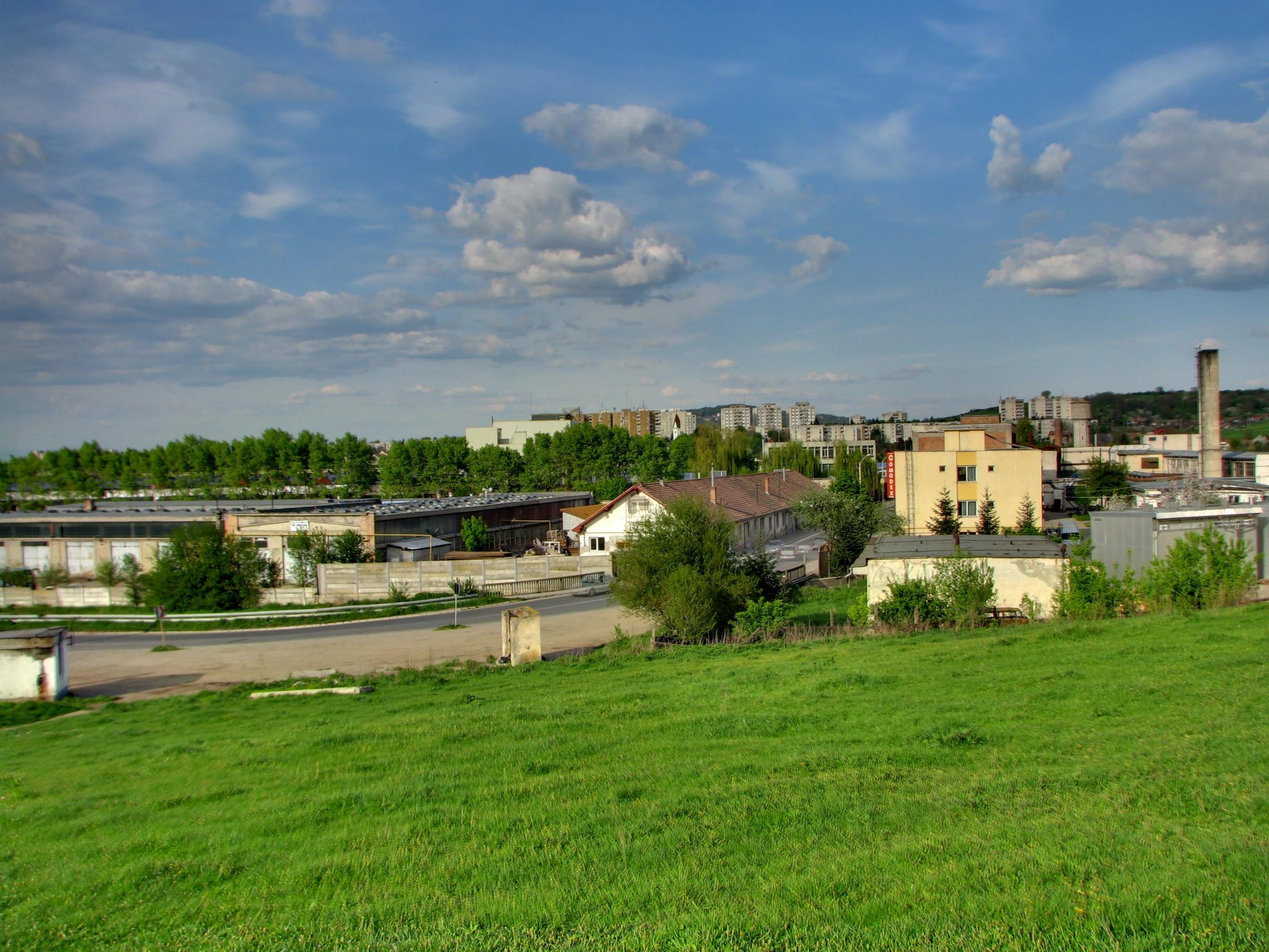
Zona industrială din strada Budiului
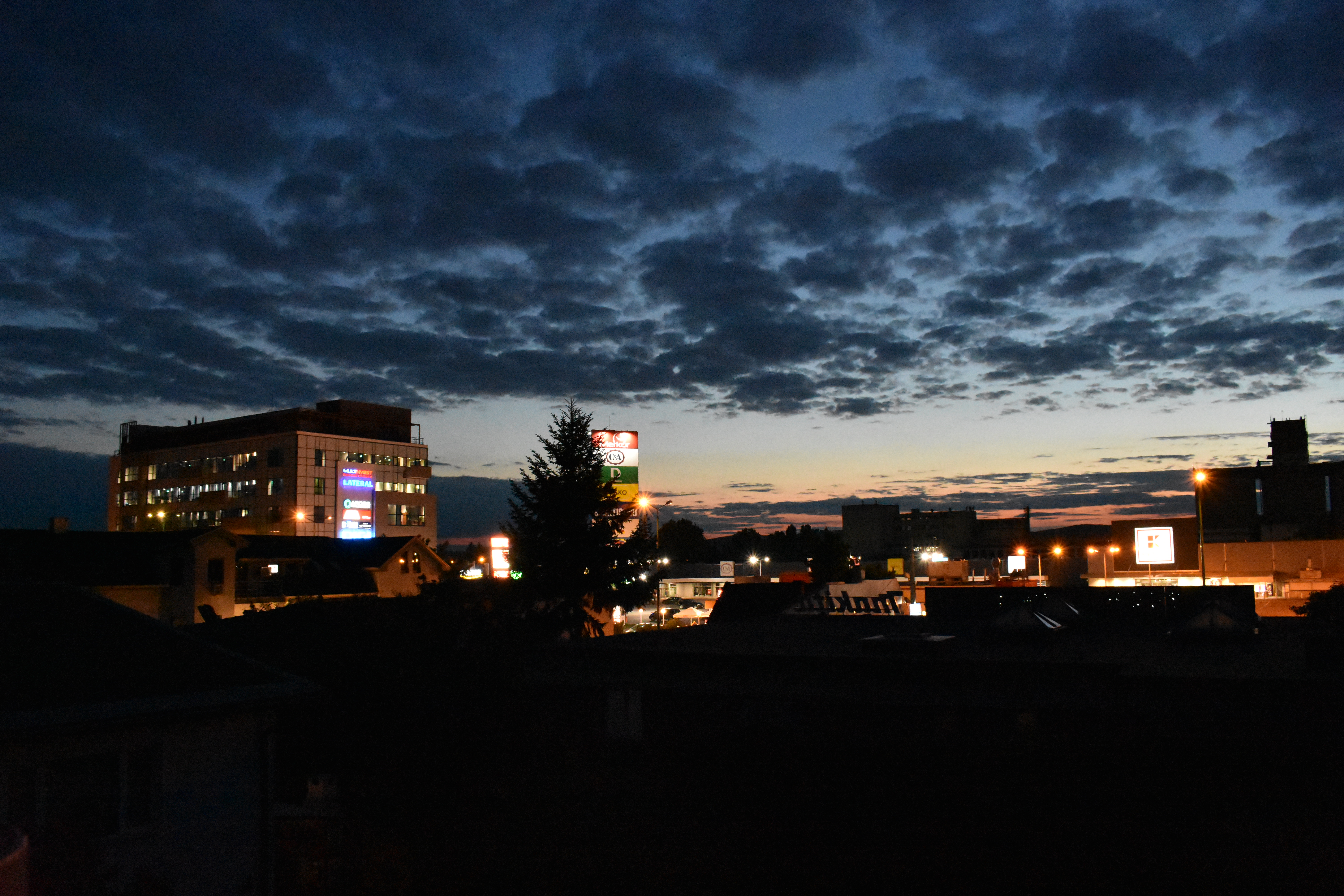
Zonă comercială și birouri pe strada Gheorghe Doja
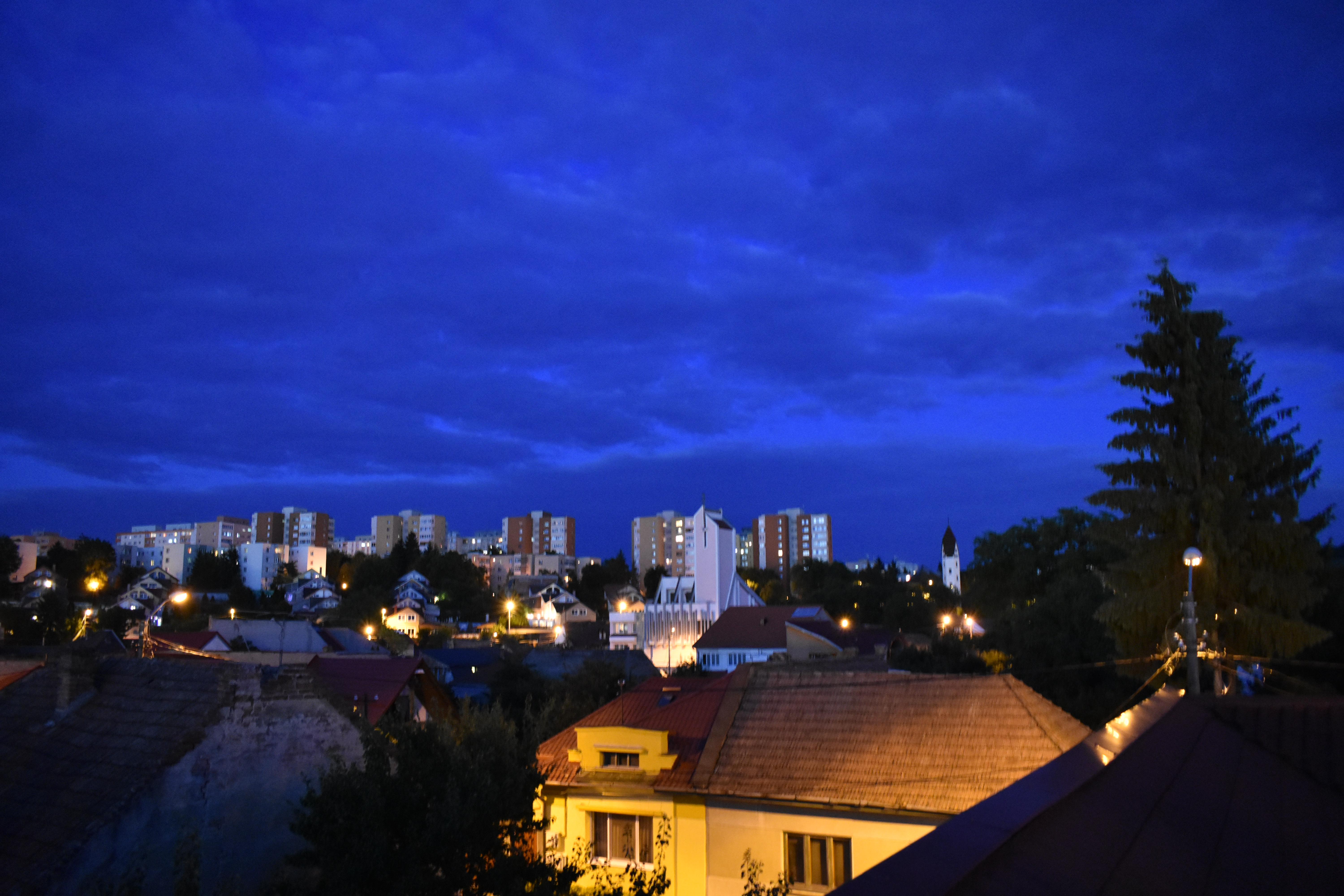
Zonă rezidențială și Biserica reformată
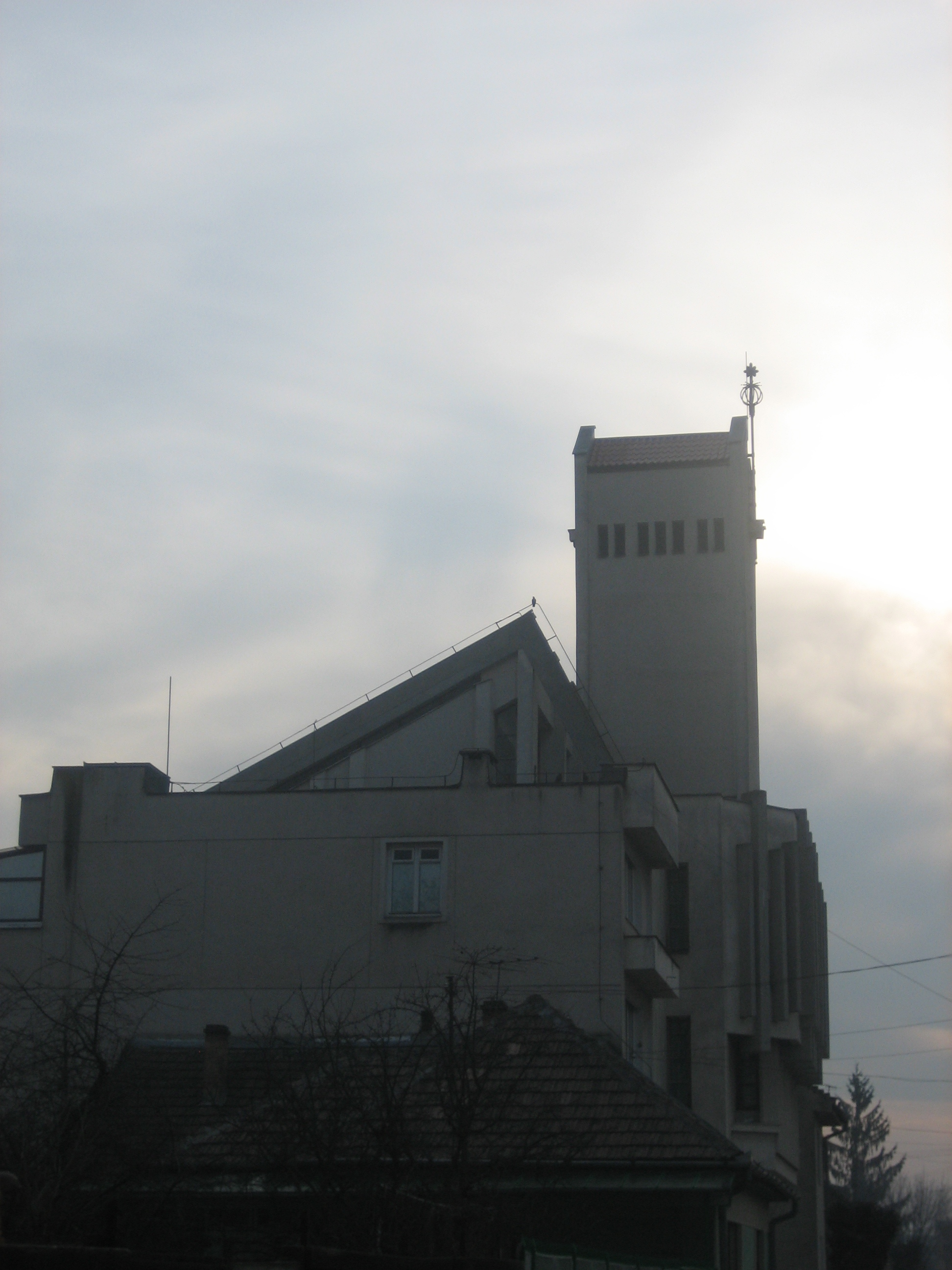
Biserica reformată din Orașul de Jos
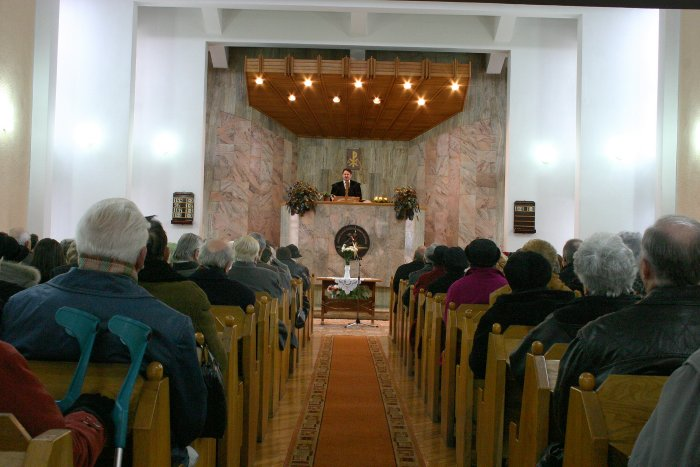
Interiorul bisericii din Orașul de Jos